# عملية تقاطع ميرون 2002
عملية تقاطع ميرون هي عملية مسلحة وقعت في 4 أغسطس 2002 أُستهدفت بها حافلة إيجد تابعه للكيان الصهيوني عند تقاطع ميرون قرب مدينة صفد بالجليل الأعلى. أعلنت كتائب القسام مسؤوليتها عن العملية وقالت إنها الثانية في سلسلة من العمليات الانتقامية لمجزرة غزة التي أدت إلى استشهاد قائدها صلاح شحادة فضلا عن استشهاد 15 فلسطينيا بينهم 9 أطفال. قتل في العملية 9 أشخاص في الهجوم وجرح 38 شخصًا.
أعلنت حركة حماس مسؤوليتها عن الهجوم.

## العملية
في الساعة 7:15 من يوم الخميس الموافق 4 أغسطس 2002، غادرت حافلة إيجد رقم 361 حيفا باتجاه صفد وكانت مليئة بالجنود الإسرائيليين في طريقهم إلى القواعد العسكرية في شمال الكيان الصهيوني. استقل مُسلح الحافلة قرب كرمئيل.
في حوالي الساعة 8:45 صباحًا، عندما توقفت الحافلة عند محطة حافلات مفترق ميرون، فجر المُسلح نفسه، الذي كان في مؤخرة الحافلة، وتسبب الانفجار بأضرار جسيمة حيث كان حوالي 50 راكبًا في الحافلة. وقُتل ستة مستوطنين، اثنان منهم من الفلبين، وثلاثة جنود في الانفجار وأصيب 38 راكبًا آخر، تسعة منهم في حالة خطيرة.

### القتلى
| - مردخاي يهودا فريدمان، 24 عاماً، من رمات بيت شيمش - ساري جولدشتاين، 21 عامًا، من كرميئيل - ميسون أمين حسن، 19 عامًا، من سجور - مارلين مريم مناحيم، 22 سنة، من موشاف صفصوفة - الرقيب. -Maj. روني غانم، 28 سنة، من مغار | - الرقيب. يفعات جافرييلي، 19 عامًا، من متسبي آدي - الرقيب. عمري جولدين، 20 عامًا، من متسبيه أفيف - أديلينا كونون، 37 سنة، من الفلبين - ريبيكا روغا، 40 سنة، من الفلبين |

## روابط خارجية
- 4 آب (أغسطس) 2002: 13 قتيلاً في يوم من الرعب - نُشر في وزارة الخارجية الإسرائيلية
- هجوم حافلة إسرائيل يتسبب في مذبحة - نشرت على بي بي سي نيوز في 4 أغسطس 2002
- أسبوع إراقة الدماء في إسرائيل: مقتل 9 أشخاص في انفجار قنبلة في حافلة مفخخة - نُشر في صحيفة نيويورك بوست في 5 أغسطس 2002